# Kaplica św. Wojciecha w Modlnicy
Kapliczka św. Wojciecha w Modlnicy – kapliczka znajdująca się w Modlnicy w powiecie krakowskim.
Poprzednia kapliczka istniała w XVII w. na miejscu związanym z legendarnym pobytem św. Wojciecha. Obecna murowana z XX wieku z rzeźbą św. Wojciecha w środku została wpisana do rejestru zabytków nieruchomych województwa małopolskiego. 